# Movimento de Resistência Nacional
Movimento de Resistência Nacional (em inglês:  National Resistance Movement, NRM), comumente conhecido como Movimento, é o partido político governante e dominante em Uganda desde 1986, após sua vitória na Guerra Civil de Uganda contra o governo de Milton Obote. O Movimento Nacional de Resistência foi fundado por Yoweri Museveni em junho de 1981 como um movimento de libertação que travou uma guerra de guerrilha através do seu braço armado, o Exército de Resistência Nacional. Foi fundado durante a guerra civil pela fusão de dois grupos armados: o Exército de Resistência Popular de Yoweri Museveni (do Movimento Patriótico de Uganda) e os Combatentes da Liberdade de Uganda do ex-presidente interino Yusufu Lule, que constituíram o Exército de Resistência Nacional. O exército derrubou o governo, tomou Campala em janeiro de 1986 e Museveni declarou-se presidente.
Entre 1986 e 2006 fez prevalecer no país o "sistema do Movimento" que, teoricamente, converteu Uganda em um Estado sem partidos, no qual fundar um partido era ilegal. No entanto, na prática, todos os candidatos indicados nas eleições, devido a proibição de atividades políticas da oposição, eram membros do Movimento de Resistência Nacional. Em 2006, o país retornou legalmente ao multipartidarismo, sendo o Movimento de Resistência Nacional fundado como partido do governo Museveni e obtendo resultados esmagadores em todas as eleições, o que a oposição denuncia como fraude.
Declara-se como um partido de direita que promove a democracia cristã, a estabilidade política, o respeito pelos direitos humanos, a unidade nacional, a paz, a segurança, a ordem pública, o constitucionalismo e o Estado de direito. No entanto, na prática, seu governo tem sido considerado autoritário e há acusações de fundamentalismo cristão contra seus membros, especialmente o Presidente Museveni. Embora o regime do Movimento de Resistência Nacional tenha sido elogiado por efetivamente controlar a epidemia de HIV / AIDS, com uma das melhores políticas em relação a essa questão no que diz respeito a África, o alto índice de desemprego e pobreza põe em questão o êxito econômico que o governo alega ter.